# Hama (azienda)
Hama GmbH & Co KG, è un'azienda tedesca specializzata nella produzione di materiale fotografico, ottico, audio/video e di componenti per computer. È stata fondata nel 1923 da Martin Hanke come Hamaphot a Dresda. Nel 1945 l'azienda è stata trasferita a Monheim a causa della distruzione della città di Dresda durante la Seconda guerra mondiale.

## Storia
L'azienda fu fondata nel 1923 dal diciottenne fotografo Martin Hanke di Dresda come „Hamaphot KG, Photo-Großhandel und Herstellung von Laborgeräten und Aufnahmezubehör“. Dopo il bombardamento di Dresda durante la seconda guerra mondiale, la società venne rifondata nella Baviera a Monheim. Tra i primi articoli della casa vi furono nel 1948 i flash a polvere. Tra i prodotti più noti l'apparecchio per giunzione di pellicole del 1972, il primo automatico del mondo, il montatore di diapositive „Hamafix“, del 1975, e nel 1991 il „Videocut 200“.
Oggi Hama ha 2.500 dipendenti nel mondo, dei quali 1.500 attivi nella sede di Monheim. Dopo la morte del fondatore Martin Hanke avvenuta nel 1959, il figlio Rudolph Hanke con l'affine Adolf Thomas condussero l'azienda. Dal 1987 il figlio Christoph Thomas affianca Rudolph Hanke. Il 30 settembre 2015 le famiglie di Thomas e Hanke hanno posto le loro quote societarie della holding „Hama Hamaphot Hanke & Thomas GmbH & Co KG“ in „Adolf und Christoph Thomas Stiftung“ e nella „Martin und Rudolph Hanke Stiftung“. Le fondazioni sono unitarie nella holding.

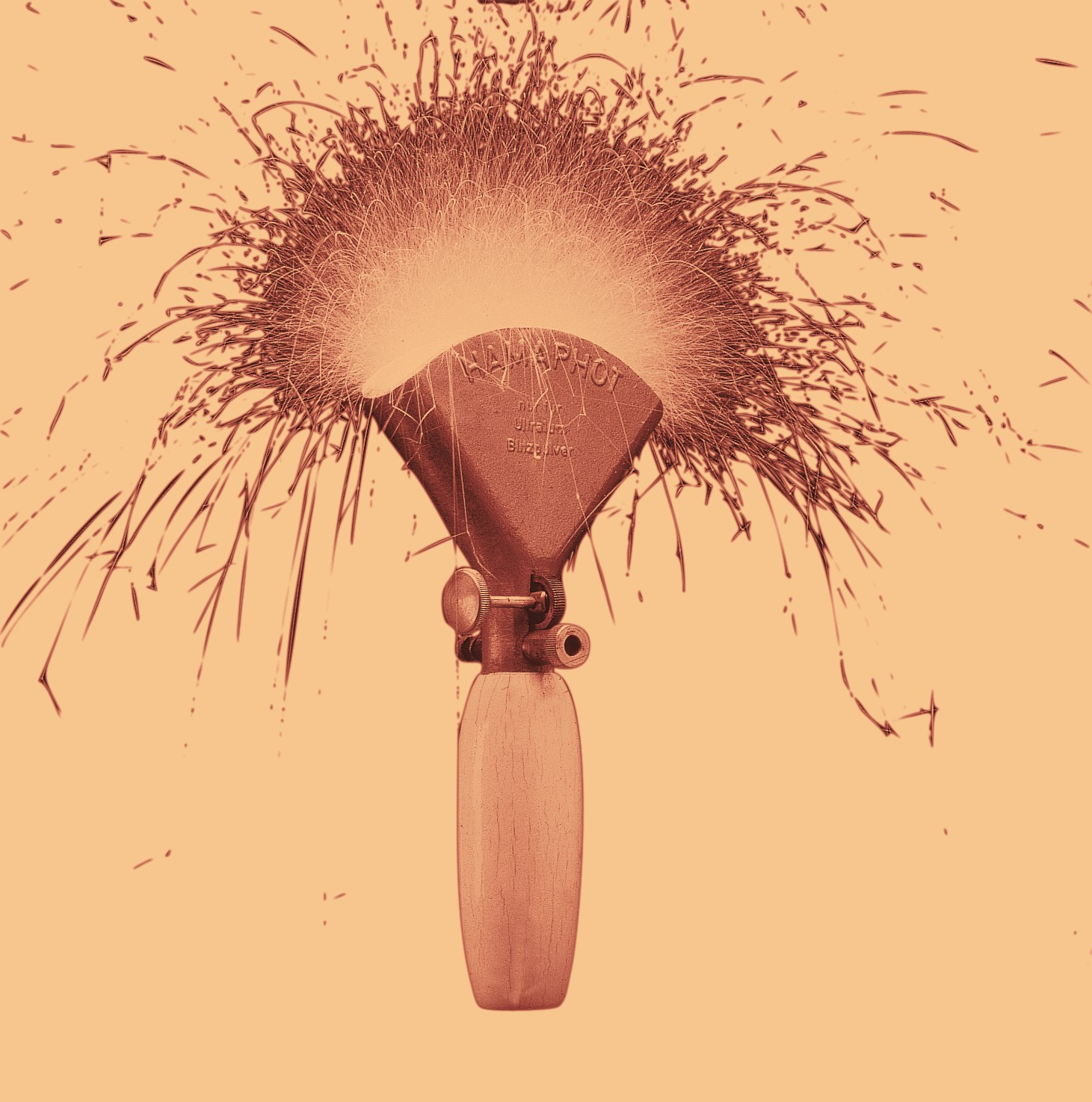
Apparecchio lampeggiatore fotografico a polvere
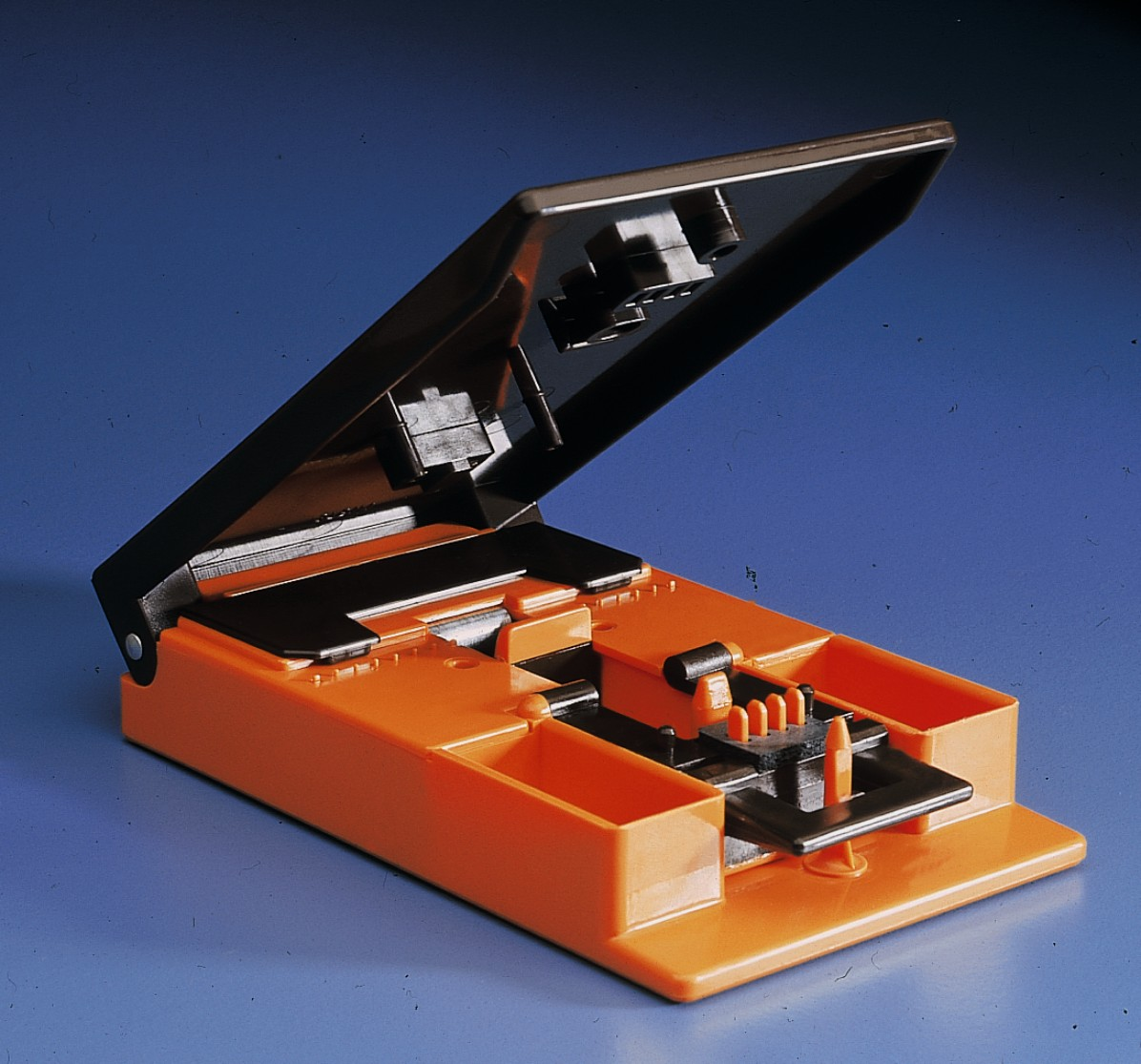
Apparecchio per giunzione pellicola
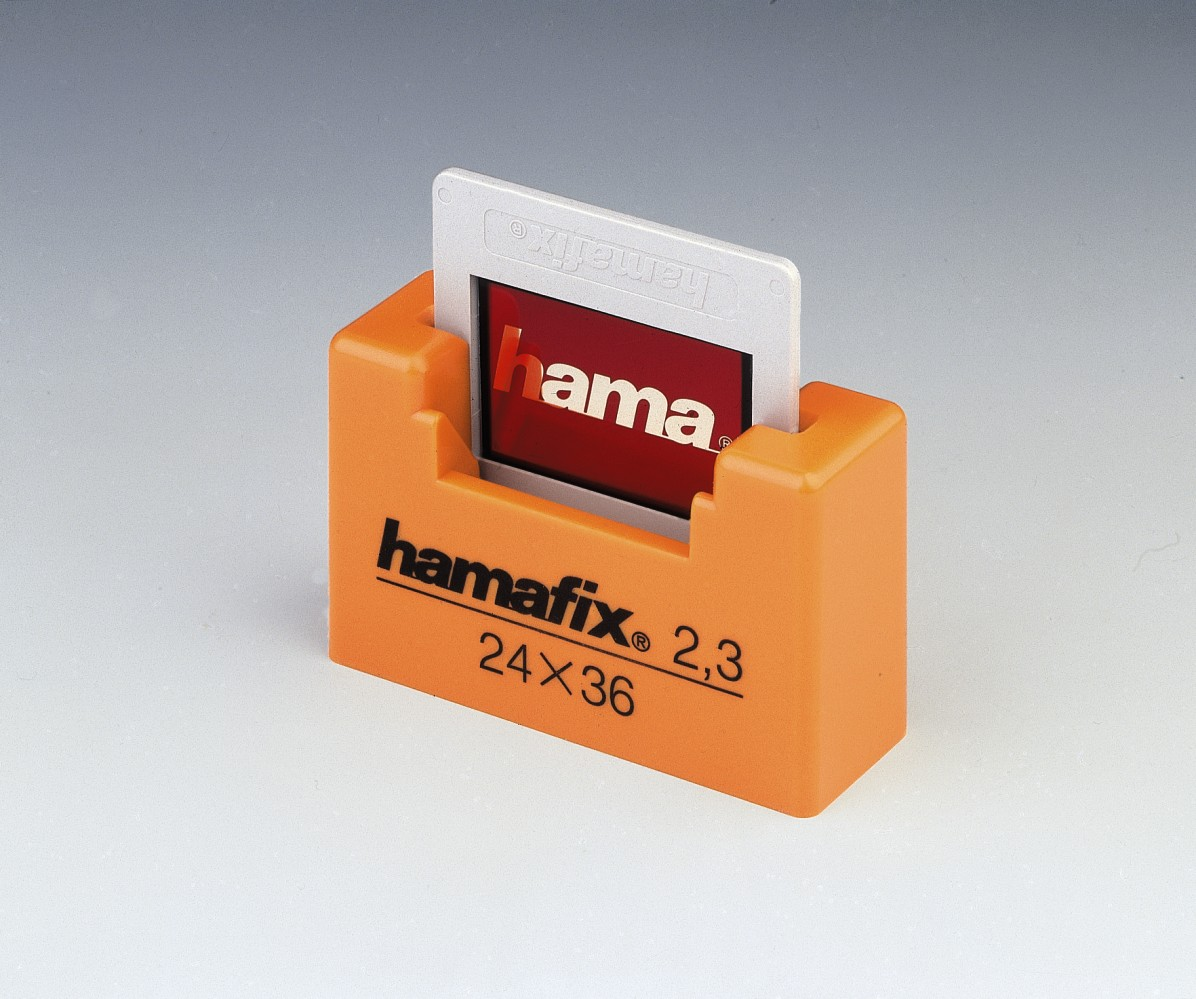
Hamafix
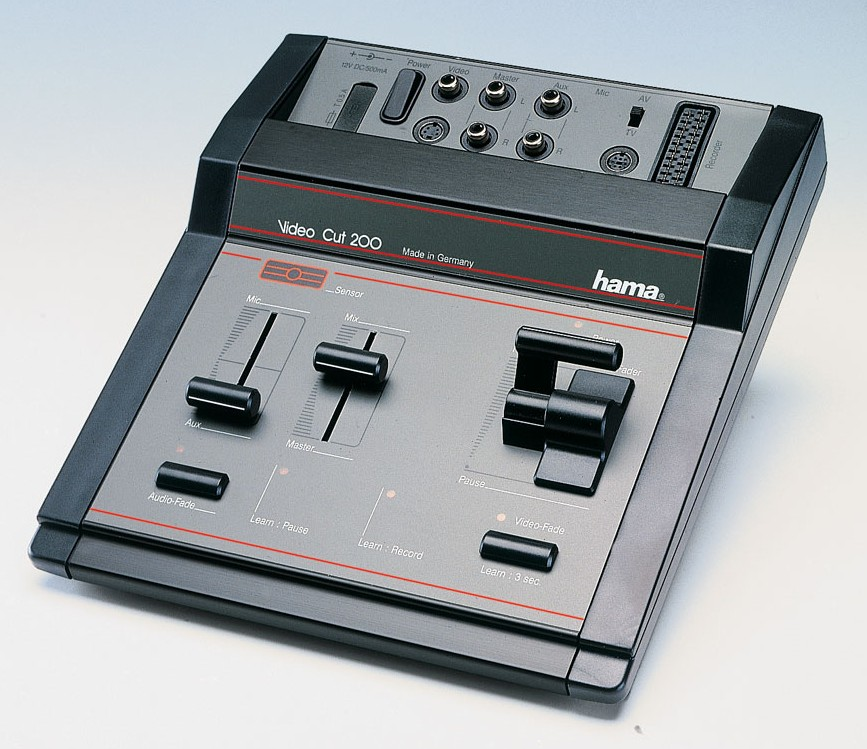
Videocut 200

## Prodotti
I prodotti Hama riguardano:
- Filtri
- Treppiedi
- Memory cards
- Borse fotografiche
- Flash ed accessori da studio
- Cavi AV (Coassiali, SCART e HDMI)
- Accessori per computer e Tablet
- Accessori per telefonia cellulare

Hama dispone internamente di vari reparti dalla ricerca e sviluppo, alla produzione e diffusione logistica in tutto il mondo. La copertura è pressoché globale appoggiandosi a proprie filiali oppure a distributori ufficiali. 
Nel 1990 Hama ha creato il ramo Hama PVAC Ltd. in Gran Bretagna diventando distributore dei marchi Celestron, Tasco, Sandisk, Vivitar e Koss per quel paese.
Sul mercato italiano è giunta attraverso la partnership con Mtrading s.r.l. a Milano.